# Octotemnus laevis
Octotemnus laevis is een keversoort uit de familie houtzwamkevers (Ciidae). De wetenschappelijke naam van de soort werd in 1898 gepubliceerd door Thomas Lincoln Casey.